# Ruta 26 (Urugvaj)
Ruta 26 je državna cesta u Urugvaju koja povezuje istok i zapad Urugvaja odnosno gradove Paysandú u istoimenom departmanu i Río Branco u departmanu Cerro Largo. 
Osim njih povezuje i druge udaljene gradove poput Mela i Tacuaremba, često spajajući se s ostalim državnim cestama pod brojevima od Rute 3 do Rute 8.
Nulti kilometar ceste nalazi se na sjecištu s Državnom cestom 3, koja također završava na zapadu zemlje uz argentinsku granicu.
Ukupna duljina ceste iznosi 486 kilometara (302 milje). Nalazi se u vlasništvu Ministarstva prometa i javnih radova.